# 馬里奧·加夫拉諾維奇
馬里奧·加夫拉諾維奇（Mario Gavranović，1989年11月24日—）是瑞士的一位克羅地亞裔的足球運動員。在場上司職前鋒。

## 國家隊生涯
加夫拉諾維奇參加了2020年歐洲國家盃。2021年6月28日，他在對陣法國的16強賽為瑞士踢進了打平比分的關鍵一球。最終比分是3-3，瑞士在點球大戰中以5-4獲勝後晉級八強。

## 個人生活
加夫拉諾維奇是波士尼亞與赫塞哥維納的克羅埃西亞人，來自格拉達查茨。
他是一個會說多種語言的人，他說克羅埃西亞語，義大利語，法語，德語和英語。

## 榮譽

### 球會
里耶卡
- 克罗地亚足球甲级联赛冠軍：2016-17賽季
- 克羅地亞盃冠軍：2016-17賽季

 札格瑞布迪納摩
- 克罗地亚足球甲级联赛冠軍：2017-18、2018-19、2019-20賽季
- 克羅地亞盃冠軍：2017-18賽季
- 克羅地亞超級盃冠軍：2019年

### 個人
- 克羅地亞盃最佳射手：2016-17賽季

## 外部連結
- Soccerway資料庫：馬里奧·加夫拉諾維奇